# Potentilla clarkei
Potentilla clarkei är en rosväxtart som beskrevs av Joseph Dalton Hooker. Potentilla clarkei ingår i Fingerörtssläktet som ingår i familjen rosväxter. Inga underarter finns listade i Catalogue of Life.